# Blue box

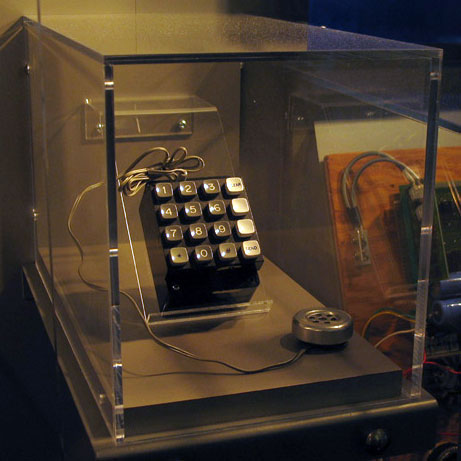
Blue box costruita da Steve Wozniak e donata al Computer History Museum

La blue box (in italiano scatola blu) è stato uno dei primi strumenti storicamente usati negli Stati Uniti d'America e in altri paesi per il phreaking. Il nome dell'oggetto deriva dal colore del primo apparato di questo tipo confiscato dagli addetti alla sicurezza della società telefonica Bell.
Tra i creatori famosi di blue box si segnalano John Draper e Steve Wozniak, quest'ultimo fondatore della Apple Computer insieme a Steve Jobs.

## Storia
Massicciamente utilizzato negli anni sessanta e anni settanta del XX secolo, nella maggior parte delle nazioni occidentali le blue box non sono più utilizzabili in quanto i sistemi di comunicazione sono ora di natura digitale e non sfruttano più toni di segnalazione in banda (ovvero, sullo stesso canale e alle stesse frequenze della comunicazione vocale).
Le informazioni di segnalazione nei sistemi moderni sono al contrario fuori banda e transitano su canali di comunicazione non accessibili all'utente finale (sistema di segnalazione a canale comune).

## Caratteristiche e funzionamento
Si trattava di un dispositivo elettronico che emette segnali sonori (toni) di frequenza pura o risultanti dalla sovrapposizione di due sottotoni di frequenza distinta. Il suo principio di funzionamento consisteva nella modalità di segnalazione utilizzata in passato dalle centrali telefoniche per comandare la commutazione delle comunicazioni a lunga distanza, segnalazione che utilizzava la normale banda audio (cosiddetta "banda fonica") ove transita la voce degli interlocutori (300-3.400 Hz). Nel normale regime operativo, i toni di segnalazione tra centrali non interferivano con la telefonata essendo emessi in tempi diversi (prima dell'inizio della conversazione e dopo la sua conclusione).
Praticamente la blue box generava gli opportuni toni in multifrequenza (analoghi ai DTMF ma in singoli toni) corrispondenti ai messaggi di segnalazione e questi venivano mandati direttamente sulla linea telefonica: volendo si potevano usare generatori di toni dotati di altoparlante e accostarli al microfono della cornetta telefonica. Consentiva quindi al phreaker di alterare la segnalazione tra le centrali telefoniche mandando in banda i comandi alle centrali per instradare la chiamata verso la destinazione voluta pur chiamando un numero differente e ingannando quindi il sistema di tariffazione del gestore telefonico su cui veniva originata la chiamata.

## Utilizzo
L'uso più comune di questo strumento consisteva nel telefonare gratuitamente; per ottenere tale risultato era necessario che la chiamata iniziale, quella "dirottata", non fosse soggetta a tariffazione (ad esempio verso un numero verde). La chiamata, rediretta verso altra destinazione, veniva addebitata come verso la destinazione originale (quindi chiamando inizialmente un numero verde, la chiamata veniva considerata gratuita dal gestore telefonico).

## Curiosità
- Steve Wozniak ha affermato di aver chiamato, per tramite di una blue box, il Vaticano dichiarando di essere Henry Kissinger (imitando il suo accento tedesco) e chiedendo di parlare con il pontefice (che in quel momento stava dormendo).[1]